# 12. Berlini Nemzetközi Filmfesztivál
Az 12. Berlini Nemzetközi Filmfesztivál 1962. június 22. és július 3. között került megrendezésre. Az Arany Medve díjat John Schlesinger filmje, az Ez a szerelem nyerte.

## Zsűri
Az alábbi emberek voltak a fesztivál zsűrijének tagjai:

### Filmek
- King Vidor, amerikai filmkészítő és producer - Zsűrielnök
- André Michel, francia filmkészítő
- Pressburger Imre, brit filmkészítő és producer
- Hideo Kikumori, japán filmkritikus
- Dolores del Río, mexikói színésznő
- Jurgen Schildt, svéd filmkritikus
- Max Gammeter, a Filmgilde Biel svájci elnöke
- Günther Stapenhorst, nyugat-német producer
- Bruno E. Werner, nyugat-német író és művészetkritikus

### Dokumentumfilmek és rövidfilmek
- Olavi Linnus, finn író és forgatókönyvíró - Zsűrielnök
- Dorothy Macpherson, kanadai művészfilmes kurátor
- Abdellah Masbahi, marokkói forgatókönyvíró
- Karl-Otto Alberty, nyugat-német színész
- Pia Maria Plechl, ausztrál újságíró és író
- Fridolin Schmid, nyugat-német producer és a Müncheni Filmintézet rendezője
- A. L. Srinivasan, indiai producer

## A fesztivál programja

### Versenyben lévő filmek
Az alábbi filmek voltak versenyben az Arany Medve- és az Ezüst Medve-díjakért:
| Magyar cím                        | Eredeti cím                        | Rendező                                                                              | Ország                                                               |
| --------------------------------- | ---------------------------------- | ------------------------------------------------------------------------------------ | -------------------------------------------------------------------- |
| Ez a szerelem                     | A Kind of Loving                   | John Schlesinger                                                                     | 'Egyesült Királyság                                                  |
| Il y a un train toutes les heures | Il y a un train toutes les heures  | André Cavens                                                                         | Belgium                                                              |
| El tejedor de milagros            | El tejedor de milagros             | Francisco del Villar                                                                 | Mexikó                                                               |
| Duellen                           | Duellen                            | Knud Leif Thomsen                                                                    | Dánia                                                                |
| A pórul járt tizedes              | Le Caporal épinglé                 | Jean Renoir                                                                          | Franciaország                                                        |
| A Kohajagava család ősze          | 小早川家の秋, Kohayagawa-ke no aki | Yasujirō Ozu                                                                         | Japán                                                                |
| Donnez-moi dix hommes désespérés  | Donnez-moi dix hommes désespérés   | Pierre Zimmer                                                                        | Franciaország, Izrael                                                |
| Ta heria                          | Ta heria                           | John G. Contes                                                                       | Görögország                                                          |
| Hum Dono                          | हम दोनों                              | Amarjeet                                                                             | India                                                                |
| Pikku Pietarin piha               | Pikku Pietarin piha                | Jack Witikka                                                                         | Finnország                                                           |
| Húszévesek szerelme               | L'Amour à vingt ans                | François Truffaut, Andrzej Wajda, Renzo Rossellini, Shintarō Ishihara, Marcel Ophüls | Franciaország, Olaszország, Nyugat-Németország, Lengyelország, Japán |
| Mitasareta seikatsu               | 充たされた生活 Mitasareta seikatsu | Susumu Hani                                                                          | Japán                                                                |
| Mr. Hobbs szabadságra megy        | Mr. Hobbs Takes a Vacation         | Henry Koster                                                                         | Amerikai Egyesült Államok                                            |
| No Exit                           | No Exit                            | Tad Danielewski                                                                      | Amerikai Egyesült Államok, Argentína                                 |
| Out of the Tiger's Mouth          | Out of the Tiger's Mouth           | Tim Whelan, Jr.                                                                      | Amerikai Egyesült Államok                                            |
| La poupée                         | La poupée                          | Jacques Baratier                                                                     | Franciaország, Olaszország                                           |
| Die Rote                          | Die Rote                           | Helmut Käutner                                                                       | Nyugat-Németország, Olaszország                                      |
| Los atracadores                   | Los atracadores                    | Francisco Rovira Beleta                                                              | Spanyolország                                                        |
| Gyilkosság Szicíliában            | Salvatore Giuliano                 | Francesco Rosi                                                                       | Olaszország                                                          |
| A szép Hippolita                  | La bellezza di Ippolita            | Giancarlo Zagni                                                                      | Olaszország                                                          |
| Badai-Selatan                     | Badai-Selatan                      | Sofia W. D.                                                                          | Indonézia                                                            |
| La steppa                         | La steppa                          | Alberto Lattuada                                                                     | Olaszország, Franciaország, Jugoszlávia                              |
| Tükör által homályosan            | Såsom i en spegel                  | Ingmar Bergman                                                                       | Svédország                                                           |
| Tonny                             | Tonny                              | Nils R. Müller, Per Gjersøe                                                          | Norvégia                                                             |
| Isaengmyeong dahadorok            | 이 생명 다하도록                   | Sang-ok Shin                                                                         | Dél-Korea                                                            |
| Bajo un mismo rostro              | Bajo un mismo rostro               | Daniel Tinayre                                                                       | Argentína                                                            |
| Os Cafajestes                     | Os Cafajestes                      | Ruy Guerra                                                                           | Brazília                                                             |
| Al zouga talattashar              | الزوجة ١٣                          | Fatin Abdel Wahab                                                                    | Egyiptom                                                             |
| Ohne Datum                        | Ohne Datum                         | Ottomar Domnick                                                                      | Nyugat-Németország                                                   |

### Dokumentumfilmek és rövidfilmek
| Magyar cím                       | Eredeti cím                       | Rendező           | Ország             |
| -------------------------------- | --------------------------------- | ----------------- | ------------------ |
| The Ancestors                    | The Ancestors                     | André Libik       | Nigéria            |
| Galapagos                        | Galapagos - Trauminsel im Pazifik | Heinz Sielmann    | Nyugat-Németország |
| Nahanni                          | Nahanni                           | Donald Wilder     | Kanada             |
| Le Grand Magal de Touba          | Le Grand Magal de Touba           | Blaise Senghor    | Szenegál           |
| Test for the West: Berlin        | Test for the West: Berlin         | Franz Baake       | Nyugat-Németország |
| Venedig                          | Venedig                           | Kurt Steinwendner | Ausztria           |
| De werkelijkheid van Karel Appel | De werkelijkheid van Karel Appel  | Jan Vrijman       | Hollandia          |
| Zoo                              | Zoo                               | Bert Haanstra     | Hollandia          |

## Győztesek
- Arany Medve: Ez a szerelem (John Schlesinger)
- Ezüst Medve díj a legjobb rendezőnek: Francesco Rosi (Gyilkosság Szicíliában)
- Ezüst Medve díj a legjobb színésznőnek: Rita Gam, Viveca Lindfors (No Exit(
- Ezüst Medve díj a legjobb színésznek: James Stewart (Mr. Hobbs szabadságra megy)
- A zsűri különdíja: Isaengmyeong dahadorok (Sang-ok Shin)
- Ezüst Medve díj a legjobb dokumentumfilmnek: Galapagos (Heinz Sielmann)
- Arany Medve a legjobb rövidfilmnek: De werkelijkheid van Karel Appel (Jan Vrijman)
- Ezüst Medve díj a legjobb rövidfilmnek: Stars at Noon (Blaise Senghor)
- A zsűri különdíja rendkívüli rövidfilmnek:
  - Nahanni (Donald Wilder)
  - The Ancestors (André Libik)
  - Venedig (Kurt Steinwendner)
  - Test for the West: Berlin (Franz Baake)
- FIPRESCI-díj
  - Zoo (Bert Haanstra)
- OCIC-díj
  - Tükör által homályosan (Ingmar Bergman)
- Jugendfilmpreis, az ifjúsági filmes díj
  - Legjobb egész estés ifjúsági film: Donnez-moi dix hommes désespérés (Pierre Zimmer)
    - Tiszteletbeli említés: Pikku Pietarin piha (Jack Witikka)

  - Legjobb ifjúsági dokumentumfilm: Galapagos (Heinz Sielmann)
  - Legjobb ifjúsági rövidfilm: Zoo (Bert Haanstra)

## Fordítás
- Ez a szócikk részben vagy egészben  a(z)   12th Berlin International Film Festival című angol Wikipédia-szócikk fordításán alapul.  Az eredeti cikk szerkesztőit annak laptörténete sorolja fel. Ez a jelzés csupán a megfogalmazás eredetét és a szerzői jogokat jelzi, nem szolgál a cikkben szereplő információk forrásmegjelöléseként.